# Новіковка (Куйбишевський район)
Новіковка (рос. Новиковка) — село в Куйбишевському районі Ростовської області Росії. Входить до складу Лисогорського сільського поселення.

## Географія
Географічні координати: 47°44' пн. ш. 39°04' сх. д. Часовий пояс — UTC+4.
Новіковка розташована на південному схилі Донецького кряжу. Відстань до районного центру, села Куйбишева, становить 16 км.

### Урбаноніми
- вулиці — Дружби, Жовтнева, Миру, Перемоги;
- провулки — Ювілейний[2].

## Історія
Поселення з'явилося в XX столітті, точна дата заснування невідома.
Після громадянської війни Новіковка знаходилася в складі Равнопольської сільської ради Голодаївського району Таганрозької округи Північно-Кавказького краю. У селі мешкав 481 житель, налічувалося 81 дворове господарство, 2 дрібних промислових підприємства, 52 колодязя та 2 млини.
У грудні 1952 року село передано з Новоспасовскої сільської ради до складу Куйбишевської сільської ради. У період з лютого 1963 року по 27 грудня 1973 року Новіковка перебувала в складі Матвієво-Курганського району, після чого була знову передана до Куйбишевського району.

## Населення
За даними перепису населення 2010 року на території села проживало 490 осіб. Частка чоловіків у населенні складала 46,9% або 230 осіб, жінок — 53,1% або 260 осіб.

## Соціальна сфера
У населеному пункті діють загальноосвітня школа та дошкільний навчальний заклад «Альонушка».

## Пам'ятки
На території села знаходиться братська могила 185 радянських воїнів, які загинули під час Другої світової війни.